# لا تستحق العناء
لا تستحق العناء (بالكورية: 내일 지구가 망해버렸으면 좋겠어)‏ هو مسلسل كوري جنوبي من بطولة بارك سي وان، تشوي يونغ جاي وميني، عرض المسلسل على نتفليكس في 18 يونيو 2021.

## روابط خارجية
- لا تستحق العناء على موقع IMDb (الإنجليزية)
- لا تستحق العناء على موقع روتن توميتوز (الإنجليزية)
- لا تستحق العناء على موقع نتفليكس (الإنجليزية)
- لا تستحق العناء على موقع كينوبويسك (الروسية)
- لا تستحق العناء على موقع قاعدة بيانات الفيلم (الإنجليزية)